# Andrea Rivera
Andrea Rivera (Roma, 23 marzo 1971) è un comico e personaggio televisivo italiano, conosciuto anche per i suoi interventi comici nelle trasmissioni di Serena Dandini Parla con me (nei panni del "citofonista" e come interprete della sigla finale) e The Show Must Go Off (con le "interviste doppie" dove interpreta entrambi gli "intervistati tipo").
A Roma è molto noto come animatore delle notti trasteverine in numerosi locali e per le strade, dove si è esibito come chitarrista, cercando un nuovo modo di comunicare basato sulle tecniche degli artisti di strada e del teatro canzone. Proprio questo filone teatrale, da lui ripercorso sulla scia di Giorgio Gaber, denunciando con toni fortemente critici le mode e i costumi della società di oggi, gli ha valso nel 2004 la menzione della giuria al Premio Gaber, per "talento e coraggio".
Al cinema, è stato uno dei protagonisti del film Dentro la città di Andrea Costantini, nel 2004; è stato inoltre fra gli interpreti del film per la tv Il generale Dalla Chiesa, di Giorgio Capitani.
Nel 2006 ha condotto, su SkyTV, il programma Iride Caffè. Ha pubblicato nel 2008 Prossime aperture, il suo primo lavoro discografico che contiene dodici tracce, tra prosa e canzoni. Nel 2010 pubblica il libro Me li suono e me la canto (Rizzoli) con un disco allegato di nuove canzoni originali. Nel 2014 presenta il suo secondo disco Verranno giorni migliori, realizzato per la FioriRari con la produzione artistica di Roberto Angelini e Daniele "Mr.Coffee" Rossi Dal 2013 è tra i conduttori del concerto del Primo Maggio di Taranto insieme a Valentina Correani e Valentina Petrini.

## La festa del 1º maggio 2007
Il 1º maggio 2007, in occasione della festa del lavoro, è stato fra i conduttori del tradizionale concerto del Primo Maggio a Roma.
Rivera è stato oggetto di un'accesissima polemica avviata sulle colonne dell'Osservatore Romano contro un intervento satirico che prendeva di mira l'avversione della gerarchia cattolica nei confronti delle teorie evoluzionistiche:
Un altro intervento prendeva di mira il rifiuto del Vicariato di Roma alla celebrazione religiosa del funerale di Piergiorgio Welby per il suo rifiuto dell'accanimento terapeutico:
Il giorno successivo al concerto, l'organo ufficiale della Santa Sede, definì le parole di Rivera come un «vile attacco» paragonabile ad un «atto di terrorismo», teorizzando la possibilità che potessero fomentare azioni lesive nei confronti di esponenti della Chiesa («È terrorismo alimentare furori ciechi e irrazionali contro chi parla sempre in nome dell'amore. È vile e terroristico lanciare sassi, questa volta addirittura contro il Papa, sentendosi coperti dalle grida di approvazione di una folla facilmente eccitabile»), quali monsignor Angelo Bagnasco, presidente della CEI, da poco fatto oggetto di intimidazioni e minacce da parte di ignoti.
Dall'intervento di Rivera si sono subito dissociati i segretari di CGIL, CISL e UIL, organizzatori del concerto, definendola «fuori luogo» rispetto alla manifestazione. La Rai ha precisato di non avere alcuna responsabilità rispetto alle opinioni espresse da Rivera.
I politici e i media si sono divisi nel giudizio sull'episodio: condannando il comportamento di Rivera o sostenendo il suo diritto di libera espressione del proprio pensiero (garantito dalla Costituzione italiana all'art. 21). Rivera ha ricevuto il sostegno di Dario Fo e Daniele Luttazzi.
In seguito Rivera si è dichiarato «profondamente dispiaciuto di aver creato polemiche così accese nel mondo televisivo, politico e religioso» e «consapevole di non aver fatto delle esternazioni leggere», ma che non era sua intenzione offendere il Papa e la Chiesa, affermando però che «per me è sovrano il popolo e non gli autori del concerto; voglio dare voce alla gente comune che non può mai dire in tv quel che pensa», «non è forse vero che a Welby sono stati negati i funerali concessi invece a Pinochet? Chi è allora l'ipocrita?».

## Discografia
- Prossime aperture (cd), Rosso di sera, (2008)
- Me li suono e me la canto (libro + cd) Rizzoli, (2010)
- Verranno giorni migliori (cd), Fiorirari, (2014)

## Filmografia
- Dentro la città, regia di Andrea Costantini (2004)
- Il generale Dalla Chiesa, regia di Giorgio Capitani (2007)
- Come non detto, regia di Ivan Silvestrini (2012)

## Televisione
- Striscia la notizia (Canale 5, 2020-2023) - inviato